# Fuori come va? Tour - Roma stadio Olimpico
Fuori come va? Tour - Roma Stadio Olimpico è un video concerto del rocker italiano Luciano Ligabue, pubblicato nel 2003.
È stato registrato nel luglio 2002 allo Stadio Olimpico di Roma durante il LigaLive.
È diviso in due DVD: il primo contiene il concerto registrato sotto la pioggia e il secondo include dei contenuti speciali.

## Tracce

### DVD 1 (Concerto)
1. In pieno rock 'n' roll – (da Fuori come va?)
2. Nato per me – (da Fuori come va?)
3. Ho perso le parole – (dalla colonna sonora di Radiofreccia)
4. Sulla mia strada – (da Miss Mondo)
5. Voglio volere – (da Fuori come va?)
6. Eri bellissima – (da Fuori come va?)
7. Si viene e si va – (da Miss Mondo)
8. Quella che non sei – (da Buon compleanno Elvis)
9. Ho messo via – (da Sopravvissuti e sopravviventi)
10. Il mio nome è mai più (feat. Federico Poggipollini)
11. A che ora è la fine del mondo? – (da A che ora è la fine del mondo?)
12. Ti sento – (da Fuori come va?)
13. L'odore del sesso – (da Miss Mondo)
14. Piccola stella senza cielo – (da Ligabue)
15. Libera nos a malo – (da Lambrusco coltelli rose & pop corn)
16. Vivo morto o X – (da Buon compleanno Elvis)
17. Non è tempo per noi – (da Ligabue)
18. Una vita da mediano – (da Miss Mondo)
19. Questa è la mia vita – (da Fuori come va?)
20. Tutti vogliono viaggiare in prima – (da Fuori come va?)
21. Tra palco e realtà – (da Su e giù da un palco)
22. Balliamo sul mondo – (da Ligabue)
23. Certe notti – (da Buon compleanno Elvis)
24. Chissà se in cielo passano gli Who – (da Fuori come va?)

### DVD 2 (Contenuti Speciali)
- 16 clip che raccontano il Tour "Ligabue Live 2002"
- Photo Gallery
- 6 Canzoni dal concerto di San Siro a Milano

## Formazione
- Luciano Ligabue - voce, chitarra

### La Banda
- Federico Poggipollini - voce, chitarra
- Mel Previte - chitarra
- Antonio Righetti - basso
- Roberto Pellati - batteria
- Fabrizio Simoncioni - tastiere, cori